# Shō En
Shō En  (尚圓?) (Izena, 1415 – Shuri, 1476) fu un monarca del Regno delle Ryūkyū, fondatore della seconda dinastia Shō.
Regnò dal 1470 al 1476. Prima di diventare re era conosciuto come: Kanamaru (金丸?).

## Vita precoce ed ascesa al potere
Kanamaru nacque in una famiglia di contadini nell'isola Izena, una piccola isola che si trova al largo della costa nord occidentale dell'Isola di Okinawa. Si dice che abbia perso i genitori all'età di vent'anni e che si sia impegnato a provvedere agli zii, alla sorella, e alla moglie sposata in tenera età..